# Resinicium
Resinicium Parmasto (ząbkówka) – rodzaj grzybów z klasy pieczarniaków (Agaricomycetes). Opisano kilkanaście gatunków występujących w Ameryce Środkowej i Południowej, Europie, na Madagaskarze, oraz w Australii. W Polsce występuje jeden gatunek.

## Charakterystyka
Grzyby kortycjoidalne o owocniku rozpostartym, rozproszonym, przyrośniętym, błoniastym lub woskowatym. Hymenofor gładki, grudkowaty, odontioidalny, hydnoidalny (kolczasty), biały do żółtawego, brzeg przerzedzony, nieokreślony, oprószony. System strzępkowy monomityczny, strzępki cienkościenne ze sprzążkami (u jednego gatunku strzępki z prostymi przegrodami). Cystydy dwóch rodzajów: halocystydy i astrocystydy. Podstawki maczugowate z 4 sterygmami i sprzążką bazalną. Bazydiospory elipsoidalne, cylindryczne lub allantoidalne, gładkie, cienkościenne, nieamyloidalne, niecyjanofilne.
Resinicium według niektórych badań filogenetycznych okazał się rodzajem polifiletycznym i pozostały w nim tylko gatunki z asterocystydami i dużymi halocystydami. Gatunki bez typowych asterocystyd przeniesiono do rodzaju Skvortzovia.

## Systematyka i nazewnictwo
Pozycja w klasyfikacji według Index Fungorum: Rickenellaceae, Hymenochaetales, Agaricomycetidae, Agaricomycetes, Agaricomycotina, Basidiomycota, Fungi.
Polską nazwę nadał Władysław Wojewoda w 1973 r.
Gatunki:
- Resinicium aculeatum Tellería, Melo & Dueñas 2008
- Resinicium austroasianum Jia Yu, Xue W. Wang, S.L. Liu & L.W. Zhou 2021
- Resinicium bicolor (Alb. & Schwein.) Parmasto 1968 – ząbkówka gwiazdkowatokryształkowa
- Resinicium chiricahuaense Gilb. & Budington 1970
- Resinicium confertum Nakasone 2007
- Resinicium grandisporum G. Gruhn, Dumez & Schimann 2017
- Resinicium granulare (Burt) Sheng H. Wu 1990
- Resinicium lateastrocystidium Jia Yu, Xue W. Wang, S.L. Liu & L.W. Zhou 2021
- Resinicium luteosulphureum (Rick) Baltazar & Rajchenb. 2016
- Resinicium luteum Jülich 1978
- Resinicium monticola Nakasone 2007
- Resinicium mutabile Nakasone 2007
- Resinicium praeteritum (H.S. Jacks. & Dearden) Ginns & M.N.L. Lefebvre 1993
- Resinicium rimulosum Nakasone 2007
- Resinicium saccharicola (Burt) Nakasone 2000
- Resinicium tenue Nakasone 2007

Wykaz gatunków i nazwy naukowe na podstawie Index Fungorum. Nazwa polska według Władysława Wojewody.